# Aydo Abay

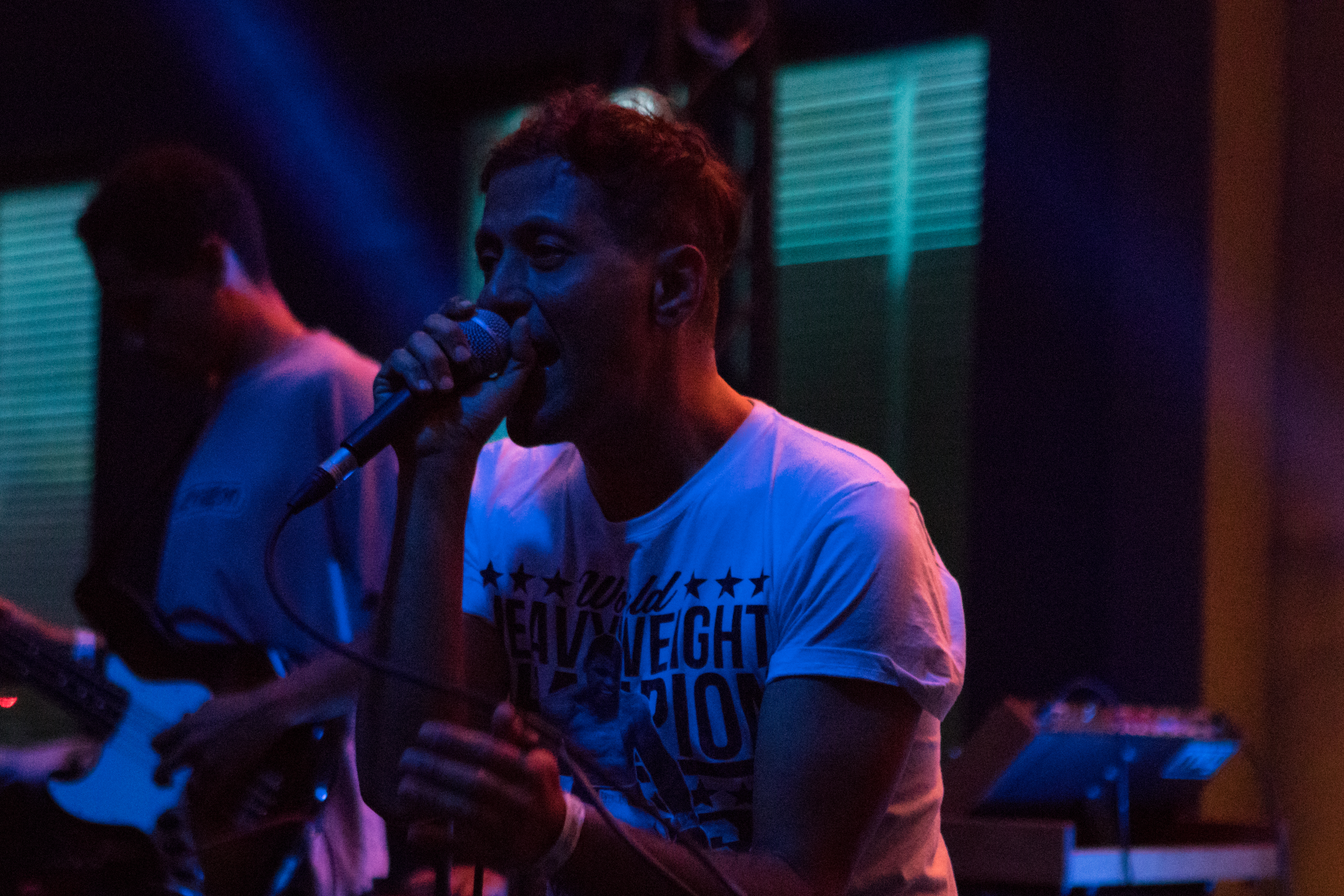
Aydo Abay, 2017

Aydo Abay (* 29. Mai 1973) ist ein deutscher Sänger und Songwriter aus dem Independentbereich.

## Leben

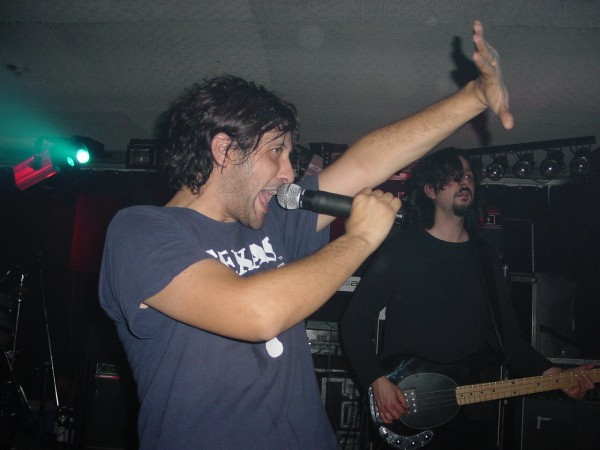
Aydo Abay, 2003

Der Musiker, der türkischer Abstammung ist, wuchs in Waldbröl auf. Bekannt wurde er als Gründungsmitglied und Frontmann von Blackmail. Ende 2008 gab die Band die Trennung von Abay bekannt. Später machte er mit seiner eigenen Band Ken auf sich aufmerksam. Abay wirkte als Gast auch auf dem Debütalbum von The Black Sheep an einem der Songs mit.

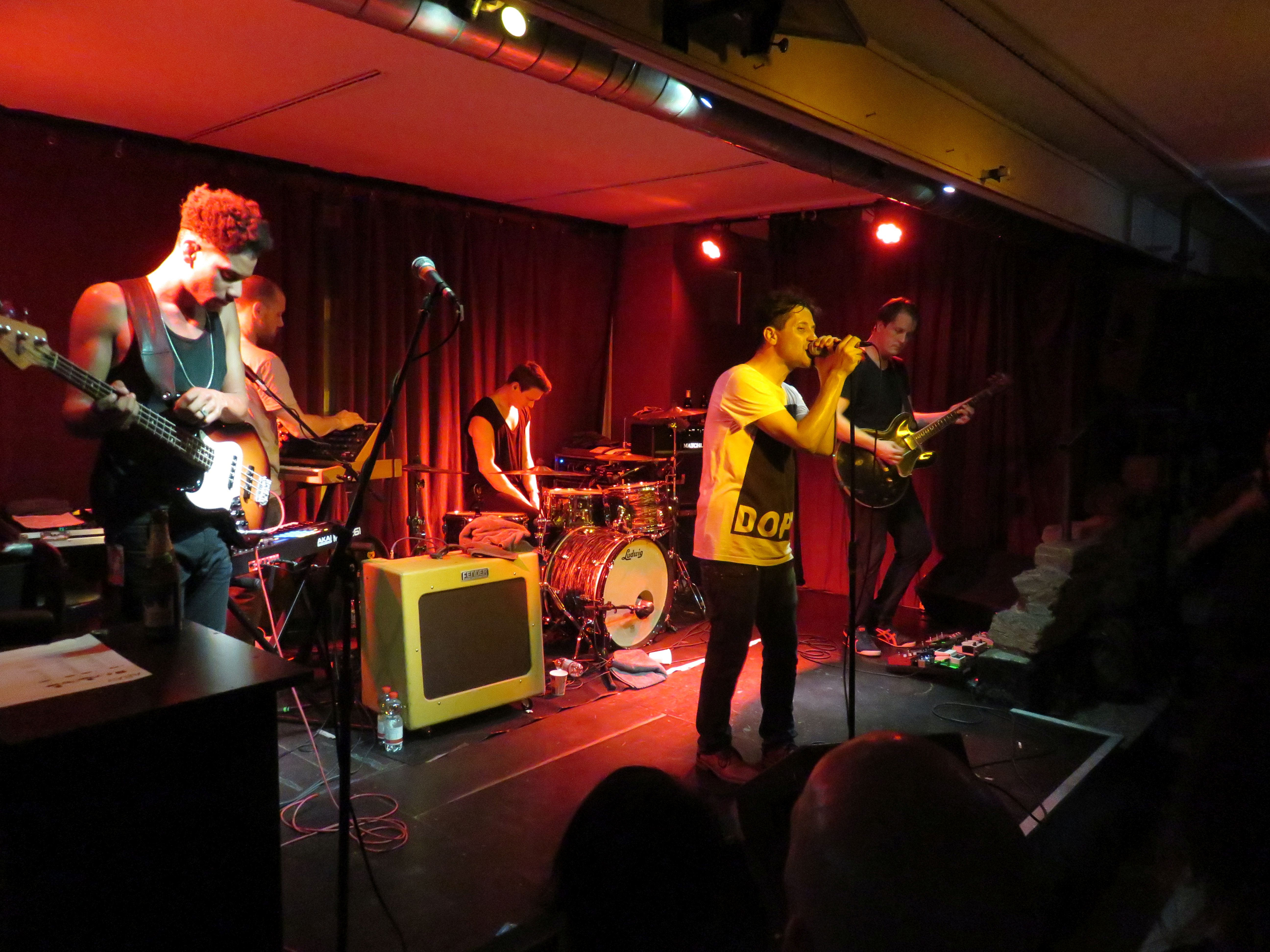
Sänger Aydo Abay mit seiner Indie-Rock-Band Abay im Musikclub Goldmark's in Stuttgart (2016)

Nachdem er mit Ken 2010 das Album YES WE veröffentlicht hatte, wirkte er an der für den Südwestrundfunk produzierten Mini-Serie Alpha 0.7 – Der Feind in dir mit. In dieser tritt er als Sänger einer fiktiven Band mit dem Namen crash:conspiracy auf. Mit dieser Band veröffentlichte er im November 2010 das Album <>. Thema des Albums wie auch der Serie ist der Überwachungsstaat.
Mit dem Gitarristen Jonas Pfetzing von der Band Juli gründete er das Musikprojekt Abay, das im Oktober 2014 seine erste EP Blank Sheets veröffentlichte und anschließend als Vorband von Madsen auf Deutschlandtournee ging. Im August 2016 erschien das Debütalbum Everything’s Amazing and Nobody Is Happy. Im Oktober 2018 trat die Band mit einem Song aus dem Folgealbum Love and Distortion in der Serie Lindenstraße auf.
2021 gründete Abay mit Matthias Sänger (Albert Luxus) und Thomas Götz (Beatsteaks) das Musikprojekt „Freindz“, dessen Debütalbum High Times in Babylon im Juli desselben Jahres erschien. Außerdem erschien das selbstbetitelte Debütalbum der Formation Musa Dagh, die neben Abay aus den Musikern Aren Emirze (Harmful) und Thomas Götz (Beatsteaks) bestand und von Moses Schneider produziert wurde.
Zu hören war Abay 2021 außerdem als Sänger auf dem Album Sky Without Colours des Kölner Elektromusikers Julian Stetter.
Nach einem weiteren Album mit Musa Dagh, welches 2022 unter dem Titel No Future erschien, verkündete Abay 2024 seinen Ausstieg aus der Band. Zeitgleich kündigte er sein neues Bandprojekt No Body an, welches im März 2025 ihr erstes Album veröffentlichen wird. 
2024 erschien erstmals eine Art Autobiographie von Abay, unter dem Titel My Private Aydoho, eine Anspielung auf den Song der The B-52s.

## Diskografie (Auswahl)
Blackmail
- Blackmail (1997)
- Science Fiction (1999)
- Bliss, Please (2001)
- Friend Or Foe? (2003)
- Aerial View (2006)
- Tempo, Tempo (2008)

Ken
- Have a Nice Day (2002)
- I am Thief (2005)
- Stop! Look! Sing Songs of Revolutions! (2005)
- Yes we Ken (2010)

Dazerdoreal
- Hard Disc to Hell (2000)
- L'autiste (2002)

Crash:conspiracy
- <> (2010)

ABAY
- Blank Sheets (2014)
- Everything’s Amazing And Nobody Is Happy (2016)
- Conversions, Vol. 1 (2017)
- Love and Distortion (2018)

Freindz
- High Times in Babylon (2021)

Musa Dagh
- Musa Dagh (2021)
- No Future (2023)

No Body
- Loves You (2025)

## Hörspiele
- 2011: Benjamin Quabeck, Philip Stegers: „Drei Tage Nordstadt“: „Avel“ – Regie: Benjamin Quabeck (WDR)
- 2013: Max von Malotki: „Junge“ – Regie: Benjamin Quabeck (WDR)
- 2015: Benjamin Quabeck: „Keine Sekunde Schanze“: „Avel“ – Regie: Benjamin Quabeck (WDR)
- 2017: Felix Scharlau: „Fünfhunderteins – Ein DJ auf Autopilot“ (Unsichtbar Verlag)
- 2020: Volker Kutscher: Der stumme Tod: „Czerny“ – Regie: Benjamin Quabeck (WDR)